# Micky Huidobro
Miguel Ángel Huidobro Preciado, (Ciudad de México, 11 de enero de 1974), más conocido como Micky, es un bajista y vocalista mexicano, miembro de la banda de rock Molotov. Es hermano menor de Paco Huidobro, guitarrista de la banda Fobia.
Toca el bajo la mayoría de las veces, pero también toca la guitarra y la batería.

## Biografía
A los 17 años Miky, junto con su amigo Tito Fuentes, entraron a una banda llamada La Candelaria. Tiempo después, en 1995, formó con Tito, Jay de la Cueva e Ivan Jared, alias "La Quesadillera", el grupo Molotov, del que es bajista y uno de los vocalistas principales. 
Molotov tiene tendencia de rock/punk inglés de los años 1970, salvo por una enorme diferencia y es que ésta cuenta con una guitarra distorsionada (Tito), una batería y dos bajos muy potentes que les daban un sonido diferente a todas las bandas de la época, convirtiéndose así en un sello característico de Molotov. Micky tiene la voz más potente del grupo, muy similar a la de los vocalistas de las bandas de death metal, y la ha usado en canciones como "Matate Teté", "Rastamandita", "El Carnal de Las Estrellas", "Dance and Dense Denso", "Mi agüita amarilla", "Huidos Needs No Education", "Queremos pastel", etc. Actualmente Micky utiliza diversos pedales de efectos para las secciones de gritos como distorsiones, delay y reverb.
Durante la supuesta separación de Molotov, creó un grupo llamado Muchachitos de Porra, con el que ha publicado 3 discos, que vendía solamente en los partidos de fútbol a bajo precio. Con este grupo grabó la canción "Amariconista".
Para la producción del disco Eternamiente de Molotov, donde cada uno de los miembros compondría y produciría un EP con cuatro canciones propias, Huidobro llamó a su EP Hasta la basura se separa, en alusión a la supuesta separación del grupo, para volverla más "creíble". El EP contiene los temas "No deje que el Peje lo apendeje", "Eternamiente", "Hasta la basura se separa" y "Huidos Needs No Education".
En el año 2010 salió a la venta su primer disco con su segunda banda, Mongol-gol-gol (formada por miembros de Finde y Yokozuna), llamado NECROfutbol, el que tiene 8 canciones originales (dos instrumentales, una de introducción), y con temas dirigidos principalmente al fútbol mexicano, la afición, el arbitraje, los equipos y ciertos jugadores.
Micky ha escrito canciones famosas como "Rastamandita", "Que no te haga bobo Jacobo", "¿Por qué no te haces para alla?... al más allá", "Changüich a la chichona", "Queremos pastel", "Matate Teté", "El Carnal de Las Estrellas", "Apocalypshit", etc. Es considerado uno de los mejores letristas cómicos de la actualidad. Además de ser considerado uno de los mejores bajistas de su país[cita requerida].
- Datos: Q6013074